# 547345 Kennethchambers
547345 Kennethchambers è un asteroide della fascia principale. Scoperto nel 2015, presenta un'orbita caratterizzata da un semiasse maggiore pari a 2,8075395 au e da un'eccentricità di 0,1088941, inclinata di 21,08545° rispetto all'eclittica.